# مقبرة إميسا

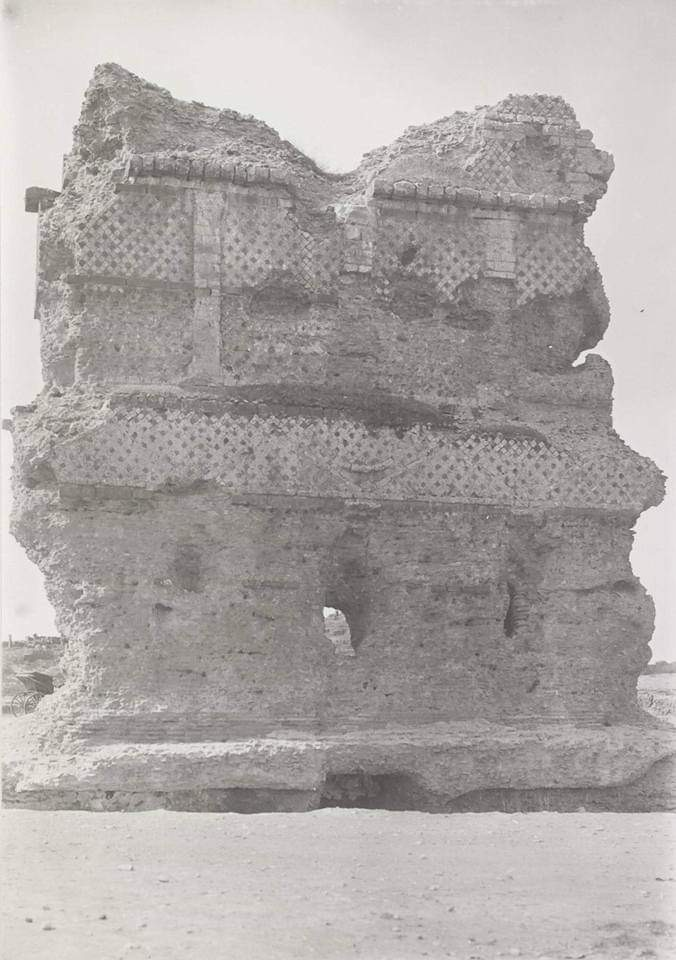
قبر سامبسيجيراموس، التقطت الصوره عام 1907

مقبرة إميسا، والمعروفة أيضًا باسم مقبرة تل أبو صابون، كانت مقبرة قديمة في حمص الحديثة، في سوريا. كشفت الحفريات التي بدأت في أغسطس 1936 عن إجمالي 22 مقبرة قبل أن يختفي الجزء الأكبر من هذه المقبرة بحلول عام 1952 من أجل بناء الملعب البلدي المعروف اليوم باسم ملعب خالد بن الوليد. ومن بين القطع الأثرية التي عثر عليها في هذه المقابر كانت خوذة إميسا. قبر سامبسيجيراموس، الذي تم تفجير بقاياه ق. 1911 من قبل السلطات العثمانية لإفساح المجال لمستودع النفط، كان ينتمي أيضًا إلى المقبرة.

خوذة إميسا (المقبرة 1)

وفقا لميكايلا كونراد، فإن طبيعة القطع الأثرية المكتشفة في القبر رقم. 1 يسمح لنا بتأريخها إلى بداية القرن الأول الميلادي، ونفترض أنها كانت مملوكة لأحد أفراد الأسرة الحاكمة. الاكتشافات من القبور لا. يُظهر فيه الرقم 11 والرقم 6 أنه دفن في هذه المقابر أفراد مرتبطين بالبيت الحاكم. تأثرت غالبية القطع الأثرية التي عثر عليها بالثقافة البارثية الإيرانية، وحتى تقاليد آسيا الوسطى. القليل منهم فقط جاء من العالم الروماني. عثر عليهم بشكل خاص في القبر رقم. 1 مما يؤكد أن المتوفى كان على علاقات وثيقة مع حكام روما.